# Монте Карло (филм)
„Монте Карло“ (на английски: Monte Carlo) е американска приключенска романтична комедия от 2011 г. на режисьора Томас Безуча, базиран на „Headhunters“ от Джулс Бас. Денис Ди Нови, Алисън Грийнспан, Никол Кидман и Арнън Милчън продуцираха филма за „Фокс 2000 Пикчърс“ и „Редженси Ентърпрайсъс“. Продукцията започна на 5 май 2010 г. в Харгита, Румъния. Във филма участват Селена Гомез, Лейтън Мийстър и Кейти Касиди. Премиерата на филма е на 1 юли 2011 г.